# Saint-Denis-de-Méré
Saint-Denis-de-Méré is een gemeente in het Franse departement Calvados in de regio Normandië en telt 835 inwoners (2005).

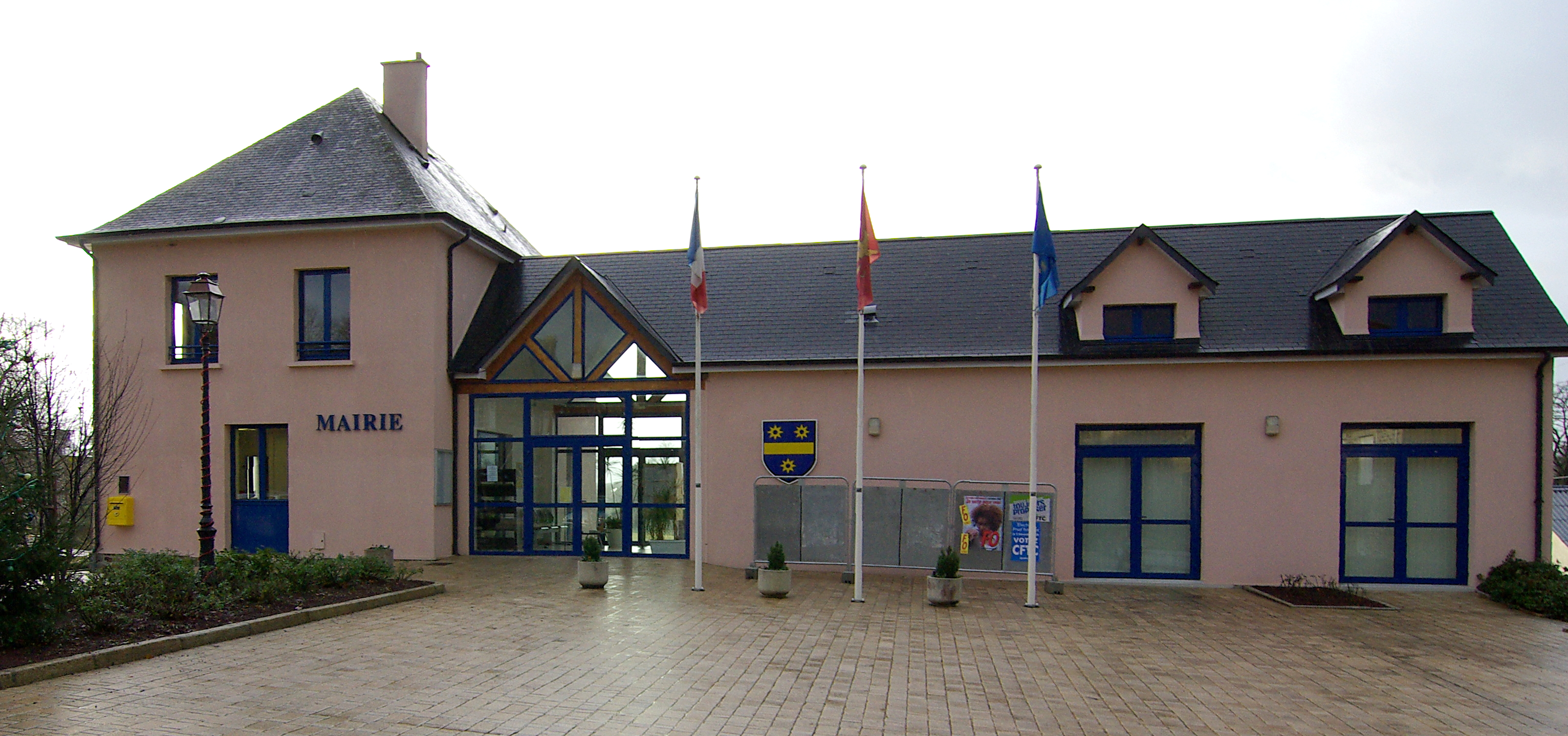
Gemeentehuis
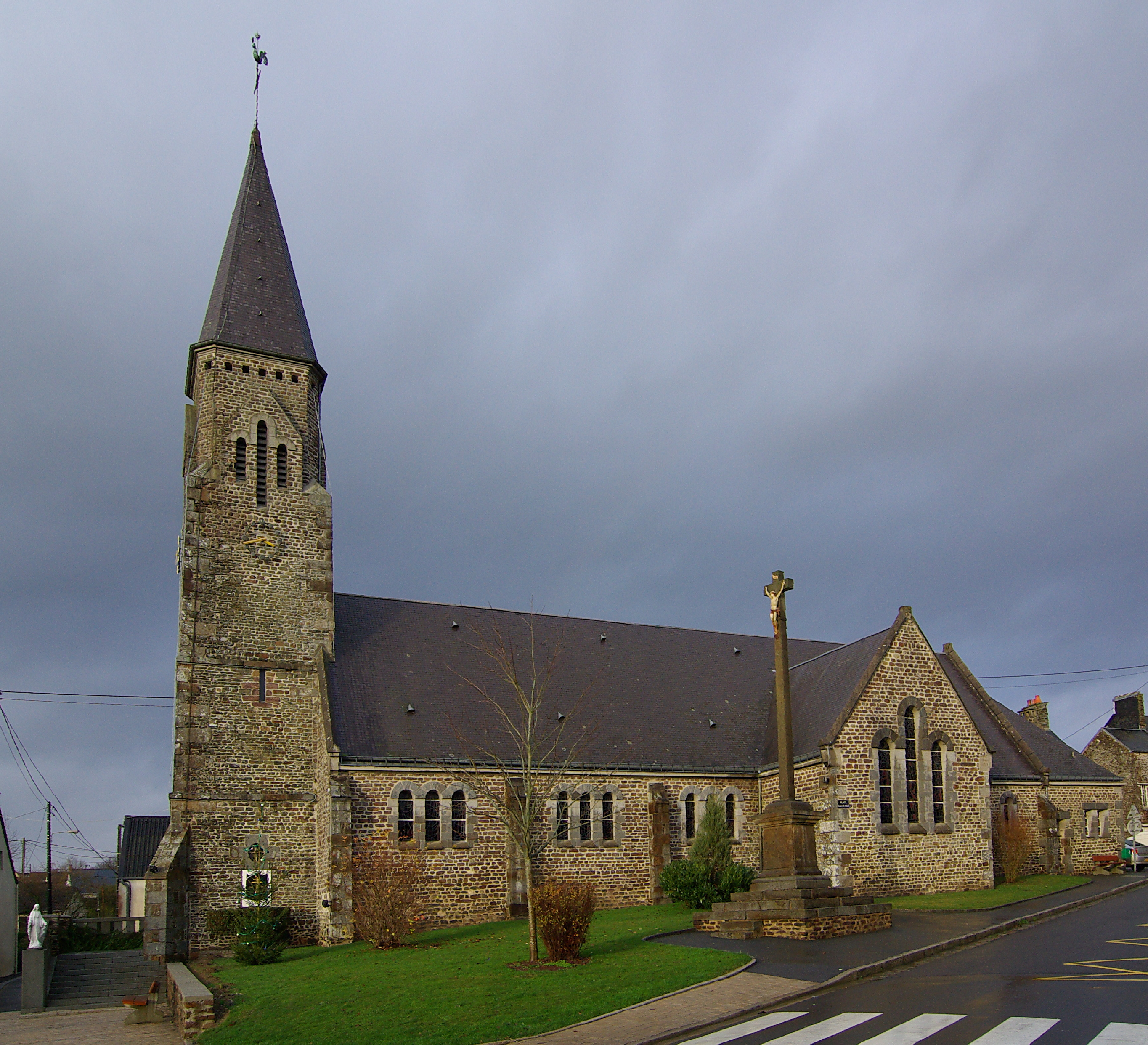
Kerk van Saint-Denis-de-Méré
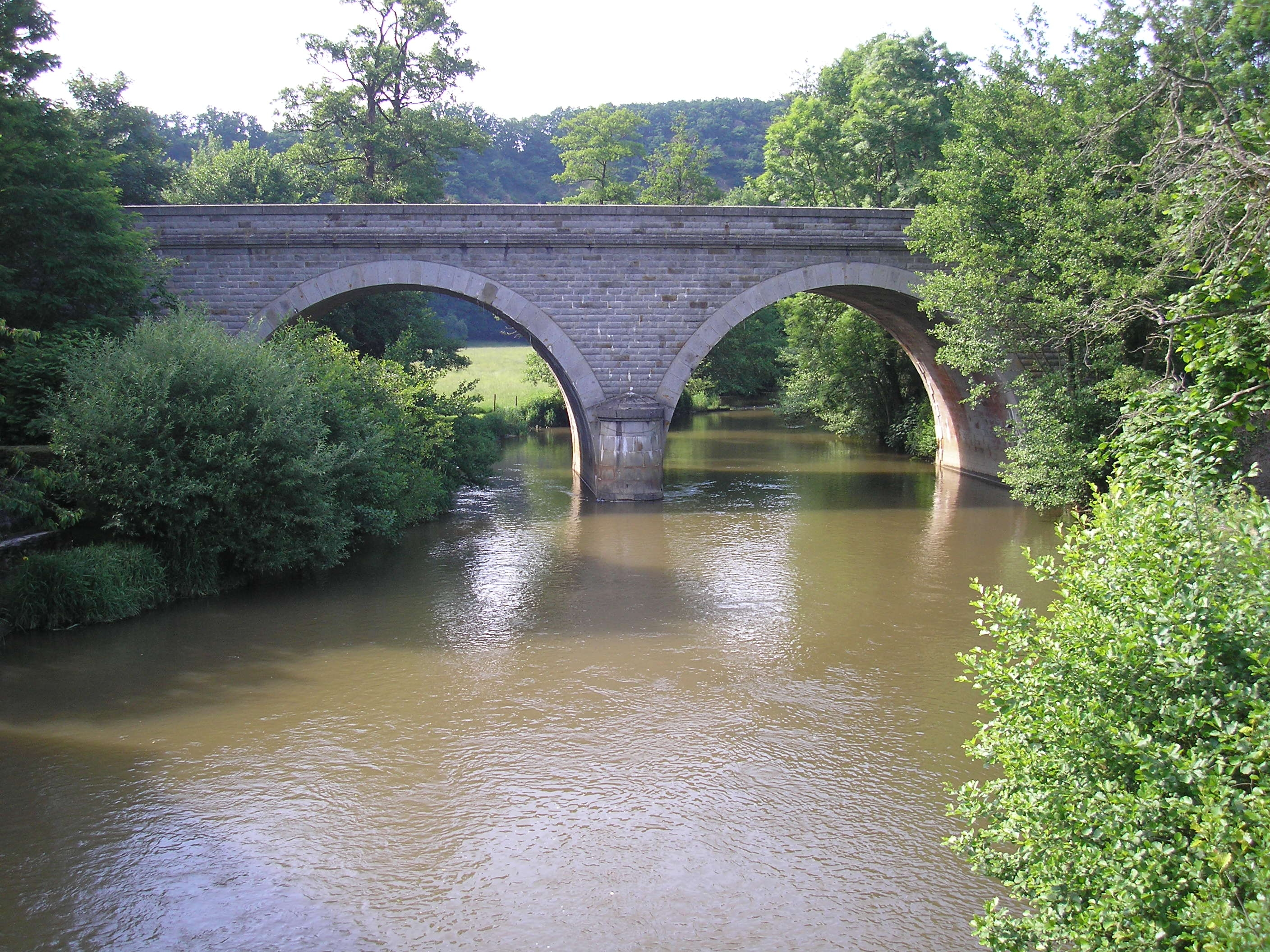
Brug bij Saint-Denis-de-Méré

## Geschiedenis
De gemeente maakt sinds 22 maart 2015 deel uit van het kanton Condé-sur-Noireau, hernoemd naar kanton Condé-en-Normandie, toen de gemeente werd overgeheveld vanuit het kanton Thury-Harcourt. Saint-Denis-de-Méré en La Villette waren hierna de enige twee gemeenten van het kanton in het arrondissement Caen tot op 1 januari 2017 beide werden overgeheveld naar het arrondissement Vire.

## Geografie
De oppervlakte van Saint-Denis-de-Méré bedraagt 11,4 km², de bevolkingsdichtheid is 73,2 inwoners per km².

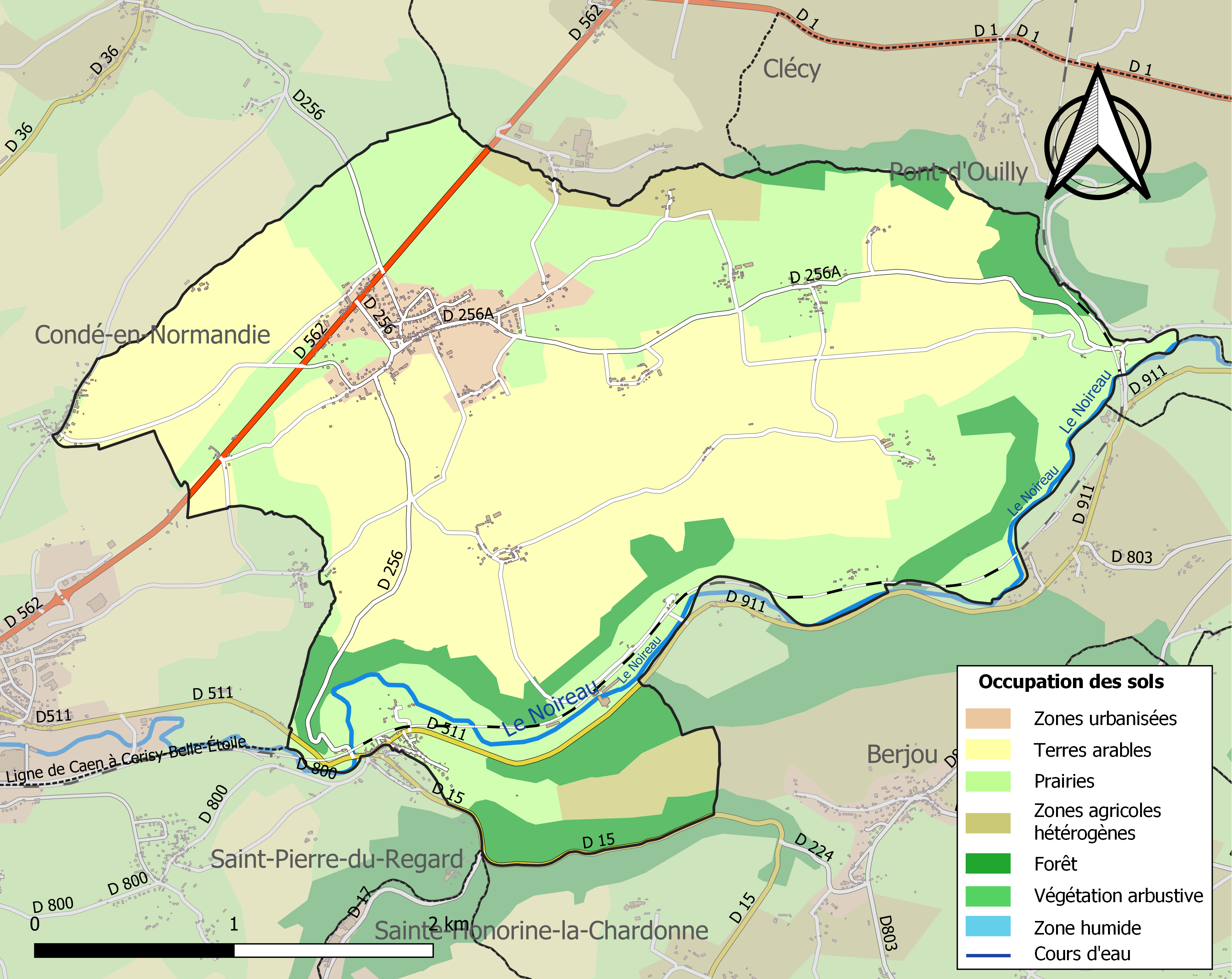
Kaart van de gemeente met de belangrijkste infrastructuur, bodemgebruik en omliggende gemeenten.

## Demografie
Onderstaande figuur toont het verloop van het inwonertal (bron: INSEE-tellingen).
Vanwege een beveiligingsprobleem met de MediaWiki Graph-software is het momenteel niet mogelijk deze grafiek weer te geven. Zodra de software is bijgewerkt zal de grafiek vanzelf weer zichtbaar worden.